# Catalogue Henry Draper
Le catalogue Henry Draper (HD) est un catalogue astronomique regroupant des données astrométriques et photométriques sur plus de 225 000 étoiles.
Ce catalogue fut publié entre 1918 et 1924.
Il fut compilé par Annie Jump Cannon et ses collègues du Harvard College Observatory, sous la direction d'Edward Charles Pickering et fut nommé en l'honneur de Henry Draper dont la veuve avait financé l'effort.
Les étoiles contenues dans ce catalogue sont de magnitude moyenne, jusqu'à 9 ou 10m (environ 50 fois moins lumineux que les étoiles les plus faibles visibles à l'œil nu); ce qui en fait des étoiles moyennes pour un télescope amateur et des étoiles brillantes dans un instrument professionnel.
Le catalogue couvre la totalité du ciel et a la particularité d'être le premier à avoir répertorié les types spectraux des étoiles à grande échelle.
Les numéros HD sont fréquemment utilisés de nos jours lorsque l'étoile ne compte aucune désignation de Bayer ou de Flamsteed. Les étoiles 1–225300 sont dans le catalogue original et sont en ordre d'ascension droite croissante pour l'époque J1900.0. Les étoiles 225301–359083 sont dans le supplément publié en 1949. Ces dernières peuvent être désignées HDE (Henry Draper Extension), mais on utilise néanmoins souvent HD car il n'y a aucun risque de confusion.

## Sources
- (en) Annie J. Cannon et Edward C. Pickering, « The Henry Draper Catalogue », Annals of Harvard College Observatory,‎ 1918-1924 :
  - vol. 91, 1918, IV-290 p. (Bibcode : 1918AnHar..91....1C, lire en ligne [GIF])
  - vol. 92, 1918, III-308 p. (Bibcode : 1918AnHar..92....1C, lire en ligne [GIF])
  - vol. 93, 1919, III-271 p. (Bibcode : 1919AnHar..93....1C, lire en ligne [GIF])
  - vol. 94, 1919, III-299 p. (Bibcode : 1919AnHar..94....1C, lire en ligne [GIF])
  - vol. 95, 1920, III-315 p. (Bibcode : 1920AnHar..95....1C, lire en ligne [GIF])
  - vol. 96, 1921, III-235 p. (Bibcode : 1921AnHar..96....1C, lire en ligne [GIF])
  - vol. 97, 1922, III-261 p. (Bibcode : 1922AnHar..97....1C, lire en ligne [GIF])
  - vol. 98, 1923, IV-258 p. (Bibcode : 1923AnHar..98....1C, lire en ligne [GIF])
  - vol. 99, 1924, IV-271 p. (Bibcode : 1924AnHar..99....1C, lire en ligne [GIF])